# Kampong Chhnang
För andra betydelser, se Kampong Chhnang (olika betydelser).
Kampong Chhnang är en provins i centrala Kambodja. Provinsen hade 471 616 invånare år 2008, på en area av 5 521 km². Provinshuvudstaden är Kampong Chhnang.

## Administrativ indelning
Provinsen är indelad i följande distrikt:
- 0401 Baribour - បរិបូណ៌
- 0402 Chol Kiri - ជលគីរី
- 0403 Kampong Chhnang - កំពង់ឆ្នាំង
- 0404 Kampong Leaeng - កំពង់លែង
- 0405 Kampong Tralach - កំពង់ត្រឡាច
- 0406 Rolea B'ier - រលាប្អៀរ
- 0407 Sameakki Mean Chey - សាមគ្គីមានជ័យ
- 0408 Tuek Phos - ទឹកផុស